# The Champs
The Champs was een instrumentale rock-'n-roll-band, opgericht in 1958.
De band stond vooral bekend vanwege hun hit "Tequila". De muziek van de band was kenmerkend vanwege de sterk aanwezige saxofoon en door de Latijns-Amerikaanse accenten die in de nummers werden toegepast. De band werd door velen gezien als een eendagsvlieg, hoewel ze meerdere nummers hebben opgenomen en tot en met medio jaren zestig actief waren.

## Bandleden
- Dave Burgess, gitaar
- Dale Norris, gitaar
- Buddy Bride, slaggitaar
- Danny Flores, tenorsaxofoon (tot 1958)
- Jimmy Seals, saxofoon
- Ben Norman, basgitaar (tot 1958)
- Cliff Hils, basgitaar
- Bobby Morris, basgitaar
- Gene Alden, drums (tot 1958)
- Dash Crofts, drums